# Helmut Köglberger
Helmut Köglberger (* 12. Jänner 1946 in Steyr; † 23. September 2018 in Linz) war ein österreichischer Fußballspieler und -trainer.

## Laufbahn
Helmut Köglberger spielte in seiner Jugend zunächst für den SV Sierning und den SK Amateure Steyr.
Seine Karriere als Fußballprofi begann 1964 in Linz beim LASK, mit dem er in der Saison 1964/65 den Meistertitel feiern konnte. 1968 wechselte er zur Wiener Austria, mit der er in der Saison 1968/69 nicht zuletzt dank seiner 31 Tore seinen zweiten Meistertitel feiern konnte, der dritte folgte in der darauffolgenden Saison. Insgesamt absolvierte er 227 offizielle Spiele für die Austria und schoss dabei 122 Tore. Während der Saison 1974/75 wechselte er wieder zurück zum LASK und wurde noch ein zweites Mal mit insgesamt 22 Toren Torschützenkönig. In der ewigen Torschützenliste in Österreichs höchster Spielklasse belegt Helmut Köglberger mit 212 Toren in 427 Spielen den 11. Platz.
Am 5. September 1965 gab Köglberger sein Debüt in der Nationalmannschaft gegen Ungarn. Er kam insgesamt zu 28 Einsätzen, schoss dabei 6 Tore und trug auch die Kapitänsschleife. Als sein größtes Spiel bezeichnete er das Spiel gegen Brasilien am 1. Mai 1974 in São Paulo, in dem Österreich gegen den regierenden Weltmeister vor einer Kulisse von über 120.000 Zuschauern ein mehr als ehrenvolles 0:0 erreichte. Zuletzt verbrachte er seinen Ruhestand in Altenberg bei Linz, wo er nach seiner Fußballkarriere eine Handelsgesellschaft für Ausschank- und Kühlgeräte leitete. Am 20. November 2008 wurde Köglberger zum LASK-Spieler des Jahrhunderts gewählt. Im August 2023 wurde der geräumige Vorplatz des LASK-Stadions, wo sich auch die Geschäftsstelle des Klubs befindet, in Helmut-Köglberger-Platz umbenannt. Die offizielle Anschrift des LASK ist seither Helmut-Köglberger-Platz 1.

## Privates
Helmut Köglberger wurde am 12. Jänner 1946 als Sohn einer Österreicherin und eines afroamerikanischen Besatzungssoldaten im oberösterreichischen Steyr geboren. Seine Mutter war Magd auf einem Bauernhof, über seinen Vater erfuhr er von seiner Mutter zeitlebens nichts: „Sie hat mir nichts gesagt. Das war sehr schade für mich und hat auch zum Bruch geführt.“ Von einem Bekannten erfuhr Köglberger in späteren Jahren, dass seine Mutter unter extremem gesellschaftlichem Druck gestanden war. Die nationalsozialistische Herrschaft war durch die Alliierten zwar gestürzt worden, aber das Gedankengut war in den Köpfen vieler Österreicher noch präsent. Frauen, die Kontakte zu alliierten Soldaten unterhielten, wurden beschimpft und ausgegrenzt. Die Mutter gab das schwarze Kind weg: der Bub wuchs unter ärmlichen Verhältnissen bei seiner Großmutter in Sierning auf, die ihn stets beschützt hatte. „Meine Oma hat mich verteidigt wie eine Löwin. Wenn irgendetwas war, ist sie schon hinmarschiert und mit den Leuten im Clinch gelegen.“ Von der Großmutter bekam er auch seinen ersten Fußball geschenkt, mit dem er fast täglich auf dem Platz der Katholischen Arbeiterjugend in Sierning gegen größere Gegner gespielt hat, was maßgeblich zu seinem späteren Fußballerfolg beitrug.
Helmut Köglberger war der bekannteste Vertreter der knapp 20.000 Kinder alliierter Soldaten, die zwischen 1946 und 1956 in Österreich geboren wurden. Die Salzburger Nachrichten veröffentlichten in ihrer Wochenendbeilage vom 9. Mai 2015 unter dem Titel Schattenkinder Beiträge über das Schicksal von sogenannten „Besatzungskindern“, darunter auch ein Interview mit Helmut Köglberger. Darin erzählte er über sein Leben und schilderte sein Engagement für das Sports-for-Development-Projekt ACAKORO Football, das in einem Slum in Nairobi 150 Mädchen und Jungen eine schulische und fußballerische Ausbildung ermöglicht.
Köglbergers Lebensgeschichte war auch Bestandteil der Ausstellung „SchwarzÖsterreich. Die Kinder afroamerikanischer Besatzungssoldaten“, die 2016 im Volkskundemuseum Wien gezeigt wurde.
Mit seiner Frau Christina (1947–2016) war Köglberger seit 1966 verheiratet und hatte mit ihr drei Söhne, Michael, Helmuth und Stefan. Helmut Köglberger starb am 23. September 2018 im Alter von 72 Jahren. Er wurde am Friedhof St. Magdalena in Linz bestattet.
2025 erschien im Verlag bahoe books eine von Philip Bauer, Eugenio Belgrado und Anatol Vitouch gestaltete Graphic Novel mit dem Titel "Köglberger. Vom Besatzungskind zur Fußballikone", die anhand von Originalzeitungsartikeln das Leben von Helmut Köglberger behandelt.

## Erfolge
- 3 × Österreichischer Meister: 1965 (LASK), 1969, 1970 (Austria Wien)
- 3 × Österreichischer Cupsieger 1965 (LASK), 1971, 1974 (Austria Wien)
- 2 × Österreichischer Torschützenkönig: 1969, 1975
- Kapitän der österreichischen Nationalmannschaft (28 Einsätze, 6 Tore)
- Bronzener Schuh für Europas drittbesten Torschützen 1968/69

## Vereine als Spieler
- SV Sierning
- SK Amateure Steyr
- Linzer ASK
- FK Austria Wien
- Linzer ASK
- SV HAKA Traun

## Vereine als Trainer
- SV HAKA Traun
- SV Grieskirchen
- Linzer ASK (Jugendtrainer)
- SK VOEST Linz (Jugendtrainer)
- BNZ Linz (Jugendtrainer)
- Union Baumgartenberg
- DSG Union Perg
- ASKÖ Pregarten
- DSG Union Pichling